# Molpadia undulata
Molpadia undulata is een zeekomkommer uit de familie Molpadiidae.
De wetenschappelijke naam van de soort werd in 1905 gepubliceerd door René Koehler & Clément Vaney.